# Centro de Ciclismo McDonald

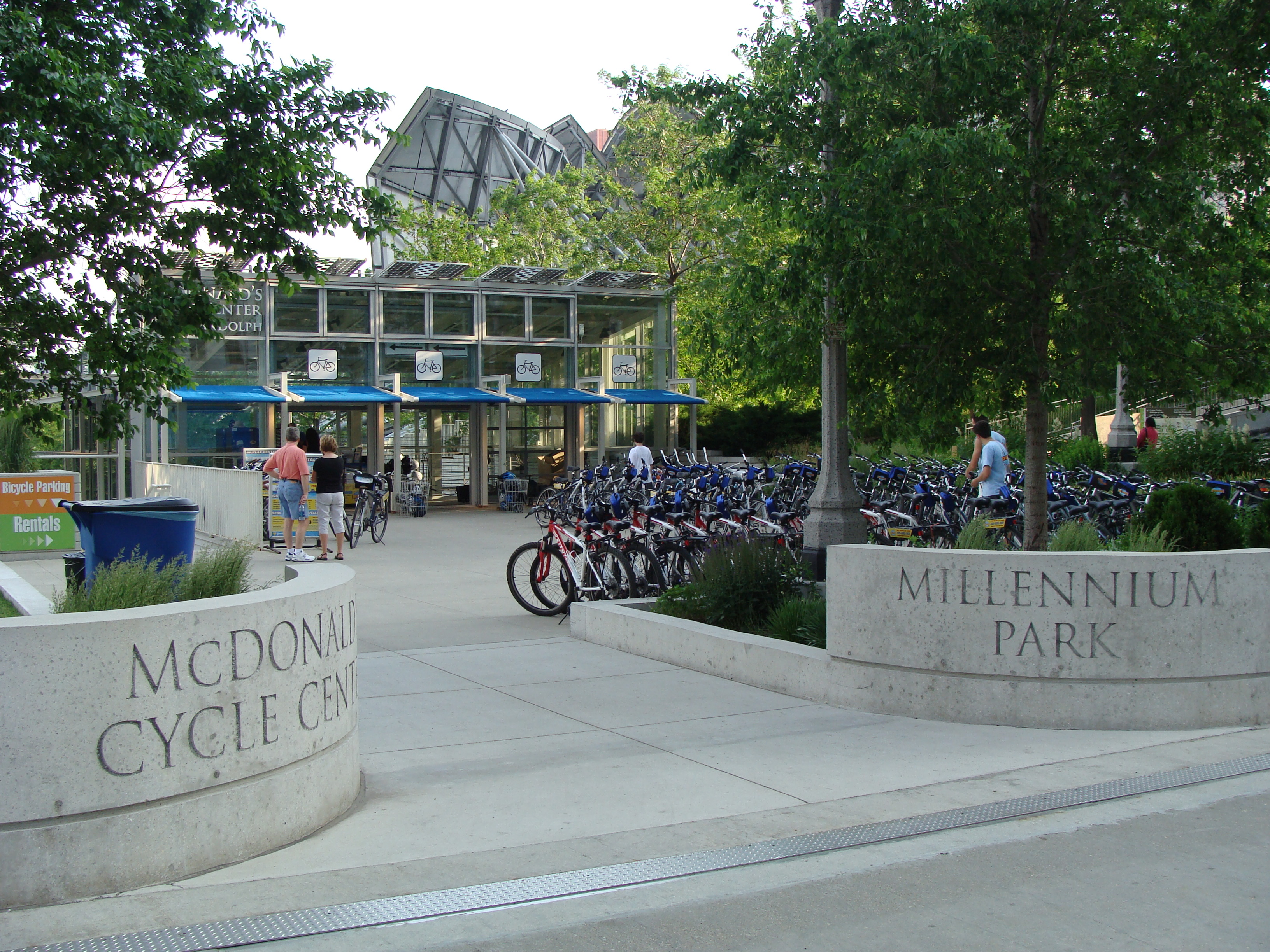
Entrada del Centro de Ciclismo McDonald.

El Centro de Ciclismo McDonald (antes conocido como la Estación De Bicicletas del Parque Milenio) es una estación interior de bicicletas en la esquina noreste del Parque Milenio adentro de la área comunitariaLoop de Chicago